# Marco Biagianti
Marco Biagianti (Firenze, 19 aprile 1984) è un allenatore di calcio, dirigente sportivo ed ex calciatore italiano, di ruolo centrocampista, tecnico della formazione Primavera del Catania.

## Caratteristiche tecniche
Mediano di interdizione, abile anche in fase di impostazione, strutturato per spezzare le trame di gioco avversarie. A queste caratteristiche si aggiungono l'abilità nell'attaccare gli spazi inserendosi tra le linee e un discreto senso del goal.
Esprime al meglio le proprie doti in un centrocampo a quattro nel ruolo di mediano centrale.

## Carriera

### Giocatore

#### Club
Muove i suoi primi passi tra Olimpia Firenze e Sporting Arno, prima di approdare - all'età di 10 anni - alla Fiorentina, squadra di cui è tifoso, con cui svolge la trafila giovanile. Esordisce in prima squadra il 21 agosto 2002 in Florentia Viola-Pisa (0-1), incontro valido per la fase a gironi di Coppa Italia Serie C.
Dopo varie esperienze in prestito, nel 2005 - rimasto senza contratto - viene tesserato a parametro zero dalla Pro Vasto, in Serie C2. Il 26 gennaio 2007 viene prelevato dal Catania. Esordisce in Serie A il 7 aprile 2007 in Catania-Roma (0-2), sostituendo Lucenti al 92'. Sotto la guida di Walter Zenga prima e Siniša Mihajlović poi, riesce a ritagliarsi un posto da titolare a centrocampo, affermandosi come pilastro della formazione etnea.
Mette a segno la sua prima rete con gli etnei il 30 agosto 2009 contro il Parma. Il 27 giugno 2010 rinnova il proprio contratto con il Catania fino al 2014, con relativo adeguamento economico. Nelle successive stagioni viene ripetutamente bloccato da problemi fisici. In seguito alla cessione di Silvestre viene nominato capitano della squadra.
Finito fuori dai progetti tecnici della società, il 29 agosto 2013 viene tesserato dal Livorno, firmando un contratto valido per tre stagioni. Esordisce con gli amaranto - da titolare - alla seconda giornata di campionato nella sfida disputata contro il Sassuolo (terminata 4-1 per i labronici).
L'11 luglio 2016 torna a Catania, legandosi agli etnei per mezzo di un contratto biennale.
Il 24 settembre 2020, tramite una conferenza stampa, annuncia il ritiro dal calcio giocato.
Il 14 ottobre 2020 viene ingaggiato dalla Meta Catania, società militante nella Serie A di calcio a 5. Dopo numerose convocazioni, fa il suo esordio il 9 febbraio successivo nella vittoria interna per 4-2 contro la CDM Genova.

#### Nazionale
Il 28 maggio 2009 viene convocato in Nazionale dal CT Marcello Lippi in vista dell'amichevole con l'Irlanda del Nord, partita nella quale non viene impiegato.

### Dirigente sportivo
Il 23 agosto 2021 assume la carica di club manager della Meta Catania.
Il 3 agosto 2022, diventa il nuovo team manager del Catania, appena ricostituito e ripartito dalla Serie D.

### Allenatore
Nell’estate del 2023, Biagianti consegue ufficialmente la licenza da allenatore UEFA A, venendo così abilitato ad allenare qualsiasi squadra giovanile e femminile, oltre alle squadre maschili fino alla Serie C, nonché a svolgere l'incarico di allenatore in seconda in Serie A e B.
Il 14 settembre 2023, tramite i propri canali social, ufficializza il suo nuovo incarico come allenatore della formazione Under-17 Nazionale del Catania.
Il 6 dicembre seguente, viene promosso alla guida della squadra Primavera del club etneo, sostituendo l'esonerato Mario Giuffrida.

## Statistiche

### Presenze e reti nei club
| Stagione         | Squadra          | Campionato       | Campionato | Campionato | Coppe nazionali | Coppe nazionali | Coppe nazionali | Coppe continentali | Coppe continentali | Coppe continentali | Altre coppe | Altre coppe | Altre coppe | Totale | Totale |
| Stagione         | Squadra          | Comp             | Pres       | Reti       | Comp            | Pres            | Reti            | Comp               | Pres               | Reti               | Comp        | Pres        | Reti        | Pres   | Reti   |
| ---------------- | ---------------- | ---------------- | ---------- | ---------- | --------------- | --------------- | --------------- | ------------------ | ------------------ | ------------------ | ----------- | ----------- | ----------- | ------ | ------ |
| 2002-2003        | Florentia Viola  | C2               | 0          | 0          | CI-C            | 3               | 0               | -                  | -                  | -                  | -           | -           | -           | 3      | 0      |
| 2003-2004        | Fano             | C2               | 30         | 0          | CI-C            | 0               | 0               | -                  | -                  | -                  | -           | -           | -           | 30     | 0      |
| 2004-2005        | Chieti           | C1               | 26+1       | 1          | CI-C            | 5               | 0               | -                  | -                  | -                  | -           | -           | -           | 32     | 1      |
| 2005-2006        | Pro Vasto        | C2               | 31         | 1          | CI-C            | 4               | 1               | -                  | -                  | -                  | -           | -           | -           | 35     | 2      |
| 2006-gen. 2007   | Pro Vasto        | C2               | 14         | 0          | CI+CI-C         | 1+0             | 0               | -                  | -                  | -                  | -           | -           | -           | 15     | 0      |
| Totale Pro Vasto | Totale Pro Vasto | Totale Pro Vasto | 45         | 1          |                 | 5               | 1               |                    | -                  | -                  |             | -           | -           | 50     | 2      |
| gen.-giu. 2007   | Catania          | A                | 2          | 0          | CI              | 0               | 0               | -                  | -                  | -                  | -           | -           | -           | 2      | 0      |
| 2007-2008        | Catania          | A                | 18         | 0          | CI              | 3               | 0               | -                  | -                  | -                  | -           | -           | -           | 21     | 0      |
| 2008-2009        | Catania          | A                | 34         | 0          | CI              | 2               | 0               | -                  | -                  | -                  | -           | -           | -           | 36     | 0      |
| 2009-2010        | Catania          | A                | 36         | 3          | CI              | 0               | 0               | -                  | -                  | -                  | -           | -           | -           | 36     | 3      |
| 2010-2011        | Catania          | A                | 15         | 0          | CI              | 0               | 0               | -                  | -                  | -                  | -           | -           | -           | 15     | 0      |
| 2011-2012        | Catania          | A                | 14         | 0          | CI              | 1               | 0               | -                  | -                  | -                  | -           | -           | -           | 15     | 0      |
| 2012-2013        | Catania          | A                | 28         | 0          | CI              | 1               | 0               | -                  | -                  | -                  | -           | -           | -           | 29     | 0      |
| ago. 2013        | Catania          | A                | 1          | 0          | CI              | 0               | 0               | -                  | -                  | -                  | -           | -           | -           | 1      | 0      |
| ago. 2013-2014   | Livorno          | A                | 26         | 0          | CI              | 0               | 0               | -                  | -                  | -                  | -           | -           | -           | 26     | 0      |
| 2014-2015        | Livorno          | B                | 26         | 0          | CI              | 1               | 0               | -                  | -                  | -                  | -           | -           | -           | 27     | 0      |
| 2015-2016        | Livorno          | B                | 28         | 2          | CI              | 0               | 0               | -                  | -                  | -                  | -           | -           | -           | 28     | 2      |
| Totale Livorno   | Totale Livorno   | Totale Livorno   | 80         | 2          |                 | 1               | 0               |                    | -                  | -                  |             | -           | -           | 81     | 2      |
| 2016-2017        | Catania          | LP               | 30         | 2          | CI-LP           | 1               | 0               | -                  | -                  | -                  | -           | -           | -           | 31     | 2      |
| 2017-2018        | Catania          | C                | 29+4       | 2          | CI-C            | 2               | 0               | -                  | -                  | -                  | -           | -           | -           | 35     | 2      |
| 2018-2019        | Catania          | C                | 30+5       | 4          | CI+CI-C         | 4+0             | 0               | -                  | -                  | -                  | -           | -           | -           | 39     | 4      |
| 2019-2020        | Catania          | C                | 18+2       | 0          | CI+CI-C         | 0+4             | 1               | -                  | -                  | -                  | -           | -           | -           | 24     | 1      |
| Totale Catania   | Totale Catania   | Totale Catania   | 255+11     | 11         |                 | 18              | 1               |                    | -                  | -                  |             | -           | -           | 284    | 12     |
| Totale carriera  | Totale carriera  | Totale carriera  | 448        | 15         |                 | 32              | 2               |                    | -                  | -                  |             | -           | -           | 480    | 17     |

## Palmarès

### Club
- Campionato italiano Serie C2: 1

Florentia Viola: 2002-2003 (girone B)